# 台灣棒球名人堂
台灣棒球名人堂是對台灣棒球有貢獻的人士，表示敬重與公開表揚之獎項，由台灣棒球名人堂協會於2014年首次評選頒發，並收集入選者的文物史料。

## 沿革
2013年，資深媒體人黃瑛坡有感棒球在台灣發展超過百年歷史，卻無棒球名人堂表彰對台灣棒球深具貢獻人士，於同年9月23日邀集謝明勇、婁靖平、黃承富、李文彬、翁嘉銘、曾文誠、葉國輝等棒球界人士召開「台灣棒球名人堂協會」發起人會議，向中華民國內政部申請成立。2014年1月12日於教育部體育署體育聯合辦公大樓舉行成立大會，會中同時遴選首屆理事長、理監事及各委員會幹部，由黃瑛坡出任首屆理事長，會址設於臺北市中山區。
2014年3月31日，台灣棒球名人堂協會選出首批進入名人堂的棒球人物；同年8月，台灣棒球名人堂協會於新北市立新莊棒球場舉辦第一屆當選名人頒證儀式與第一屆特展開展典禮，展出地點位於新北市棒球文物展示室（新莊棒球場三壘側一樓）。2019年11月，位於桃園市龍潭區的龍潭棒球場旁新建名人堂花園大飯店暨所屬「棒球名人堂」，做為台灣棒球名人堂協會文物史料永久展示處。

## 組織

### 理監事
第一屆
理事長：黃瑛坡
副理事長：謝明勇
常務理事：張昭雄、婁靖平、黃承富
理　　事：李文彬、吳清和、胡榮森、徐正揚、黃　煜、曾文誠、葉國輝、賴德剛、羅惠齡、劉東洋
常務監事：陳薇婷
監　　事：陸銘澤、藍宗標、李振綱、方正東
第二屆
理事長：黃瑛坡
副理事長：謝明勇
常務理事：張昭雄、黃承富、林華韋、李文彬、朱文增
理　　事：李憲宗、趙士強、黃　煜、莊國明、杜勝三、葉國輝、梁功斌、吳清和、黃顯祐、黃立德、劉東洋、賴德剛、張滄彬、彭文敏
常務監事：陳薇婷
監　　事：周大友、鄭乃基、胡森榮、曾文誠、廖德修、藍宗標

### 提名審查委員會
第一屆：李文彬、婁靖平、黃承富、謝明勇、張昭雄
第二屆：李文彬、周大友、高英傑、婁靖平、黃承富、謝明勇、張昭雄
第三屆：李文彬、周大友、林華韋、高英傑、婁靖平、黃承富、謝明勇、謝仕淵、張昭雄
第四屆：李文彬、周大友、林華韋、高英傑、婁靖平、黃承富、謝明勇、謝仕淵、楊武勳

### 遴選委員會
第二屆遴選委員（共50人）：
方正東、王　翔、王覺一、朱文增、吳建達、吳清正、吳清和、杜勝三、宋守智、邱榮輝、林三豐、林言熹、林信成、林家祥、林敏政、林　將、林華韋、官文炎、徐正揚、徐展元、陳志祥、陳德華、翁嘉銘、婁靖平、許榮忠、莊國明、張國欽、黃立德、黃　煜、黃照敦、黃麗華、黃顯祐、曾文誠、曾慶裕、游至樞、楊武勳、楊賢銘、葉志仙、葉國輝、趙士強、廖德修、歐建智、賴德剛、鍾裕能、謝仕淵、謝岱穎、簡政光、藍宗標、羅惠齡、龔榮堂

## 選舉制度
遴選委員由16位棒壇知名人士及資深棒球記者（採訪10年以上）所組成，第二屆起為50人，
每位委員能在2類候選人中各票選出1位或多位
人選，最終統計回收的48件（即2/3以上）
選票中，獲得超過75%（即3/4以上）得票率的候選人則能進入名人堂。

## 入選資格
10年以上經歷

## 得主
| 年度 | 競技類                      | 特別奉獻類                      | 終身奉獻獎                                       |
| ---- | --------------------------- | ------------------------------- | ------------------------------------------------ |
| 2014 | 曾紀恩                      | 謝國城 嚴孝章 洪騰勝            |                                                  |
| 2015 | 王貞治                      | 從缺                            |                                                  |
| 2016 | 方水泉 吳祥木 徐生明        | 廖敏雄                          |                                                  |
| 2017 | 陳潤波                      | 從缺                            |                                                  |
| 2018 | 蕭長滾 林信彰               | 從缺                            | 吳昌征 簡永昌 許漢水                             |
| 2019 | 郭源治 洪太山               | 從缺                            | 陳秀雄 高泉榮 鄭昆吉 宋宦勳 蘇正生 唐盼盼 林敏政 |
| 2020 | 吳明捷 李憲宗 莊勝雄 郭泰源 | 從缺                            | 從缺                                             |
| 2021 | 杜勝三 謝明勇               | 從缺                            | 從缺                                             |
| 2022 | 譚信民 林家祥               | 林華韋 徐傍興                   | 從缺                                             |
| 2023 | 陳金鋒 官大全               | 陳河東 陳清傳 陳樹木 魏來長     | 從缺                                             |
| 2024 | 王建民                      | 林桂興 近藤兵太郎 彭誠浩 陳耕元 | 從缺                                             |

### 第一屆
2014年3月31日公布首批當選名單，特別貢獻類由謝國城、嚴孝章、洪騰勝當選，競技類由曾紀恩當選。

### 第二屆
2015年1月12日公布第二屆台灣棒球名人堂入選名單。競技類共有13人獲提名，由50位遴選委員投票，只有王貞治獲得41票，超過75％得票率門檻當選。特別貢獻類從缺。

### 第六屆
2019年1月19日，公布第六屆名人入堂名單，由遴選委員票選出競技類洪太山、郭源治2人，另陳秀雄、高泉榮、鄭昆吉、宋宦勳、蘇正生、唐盼盼、林敏政等7人獲得終身奉獻獎。

## 外部連結
- 台灣棒球名人堂協會 （页面存档备份，存于） 官方網站
- 台灣棒球名人堂協會 官方臉書
- 台灣棒球名人堂在台灣棒球維基館上的頁面（繁體中文）